# Turhan Selçuk
Turhan Selçuk (Milas, 1922 –  Istanboel, 11 maart 2010) was een Turks politiek karikaturist. Hij werd de "Turkse Picasso van de karikatuur" genoemd, omwille van zijn invloed op de moderne Turkse karikatuur.
Selçuk publiceerde in 1941 zijn eerste karikaturen in een aantal regionale bladen in Adana en Istanboel. In 1943 richtte hij het humoristisch tijdschrift Akbaba op. In 1951 werd zijn werk voor het eerst tentoongesteld. Kort nadien stichtte hij het satirische tijdschrift 41 Bucuk. Vanaf 1954 verschijnt werk van Selçuk in Turkse nationale kranten (zoals Aydede, Yon, Devrim Ornegi, Yeni istanbul, Milliyet, Akşam). Door de avonturen van de door hem gecreëerde bizarre figuur Abdül Canbaz werd hij een bekende figuur in Turkije. Door de tentoonstelling "Mensenrechten" uit 1992 werd hij ook in het buitenland bekend.
Selçuk werd wegens zijn maatschappijkritiek in Turkije verschillende malen gecensureerd, gearresteerd en gefolterd. Hij werd tweemaal eredoctor in het buitenland en kreeg daarnaast nog talrijke andere onderscheidingen. Zijn werk is te vinden in musea in de Verenigde Staten,  Canada en Europa.

## Publicaties
- Önce çizgi vardı …: "çizgide 60. yıl". İstanbul: Cumhuriyet Kitapları, 2003, ISBN 975-6747-49-8
- Karikatürk '97: karikatür albümü. İstanbul: Karikatürcüler Derneği Yayınları, 1997, ISBN 975-7781-17-7
- Rıfat Ilgaz (tekst), Turhan Selçuk (illustraties): Hababam sınıfı. Istanbul: Çınar Yayınları, 1992, ISBN 975-348-022-9
- Rıfat Ilgaz (tekst), Turhan Selçuk (illustraties): Hababam Sınıfı İcraatın İçinde. İstanbul: Çınar Yayınları, 1991
- İnsan hakları (reeks: Kültür Bakanlığı yayınları; 1763 = İnsan hakları dizisi; 3). Ankara, 1995, ISBN 975-17-1556-3
- Salâh Birsel (tekst), Turhan Selçuk (illustraties): Hacivatın karısı: şiirler (reeks: SHD kitapları şiir özel baskıları; 3), Ankara: Seçilmiş Hikâyeler Dergisi Kitapları, 1955
- Server Tanilli (vert.), Turhan Selçuk (illustraties): Voltaire: Kandid ya da iyimserlik (Türkse uitgave van „Candide“ van Voltaire), Istanbul: Cem, 1994, ISBN 975-406-509-8